# Mesocrangon intermedia
Mesocrangon intermedia är en kräftdjursart som först beskrevs av William Stimpson 1860.  Mesocrangon intermedia ingår i släktet Mesocrangon och familjen Crangonidae. Inga underarter finns listade i Catalogue of Life.